# Michael Bjerkhagen
Michael Russel Johannes Bjerkhagen, född 28 november 1966 i Kandy, Sri Lanka, är en svensk präst. Han är pastor i Kungl. Hovförsamlingen och ordinarie hovpredikant. Han är också direktor för S:ta Katharinastiftelsen i Stockholm. 

## Biografi

### Uppväxt och studier
Michael Bjerkhagen är adoptivson till världsmästaren i militär femkamp Christer Bjerkhagen. Han är uppvuxen i Borgunda socken i Falköpings kommun, och tog studenten på Ållebergsgymnasiet i Falköping 1985. Han studerade teologi vid Uppsala universitet. 

### Präst i Stockholms stift
Michael Bjerkhagen prästvigdes 1991 för Stockholms stift, och tjänstgjorde därefter som pastorsadjunkt med S:t Johannes församling i Stockholms innerstad som sin missivförsamling.
Efter att han avslutat de inledande utbildningsåren var han 1993–2003 anställd som komminister i Högalids församling. Mot sluten av perioden var han tjänstledig för studier och forskning kring katolska och lutherska dopseder, som han genomförde vid det påvliga universitetet Angelicum i Rom.
Bjerkhagen var under åren 2003–2011 stiftsadjunkt i Stockholms stift, och fram till 2009 med uppgifter som personlig adjunkt till biskop Caroline Krook.

### Hovförsamlingen
I oktober 2011 utsågs han av kung Carl XVI Gustaf till extraordinarie hovpredikant i Kungl. Hovförsamlingen. Han tillträdde som pastor i Hovförsamlingen den 1 januari 2013, och har tillsammans med överhovpredikanten eller ärkebiskopen sedan dess medverkat vid ett flertal av kungafamiljens begravningar, dop och vigslar.
Då tjänsten som pastor inte är en heltidstjänst är Bjerkhagen även verksam som direktor för Sankta Katharinastiftelsen (sedan 2013), och som enhetschef vid Stockholms Stadsmission. Han är sedan 2020 doktorand i kyrkohistoria vid Åbo Akademi, med ett avhandlingsprojekt kring drottningarna Desiderias och Josefinas religiösa identiteter som katoliker i ett lutherskt kungahus.

### Övrigt
Bjerkhagen har periodvis medverkat regelbundet i Sveriges Radio P1 morgonandakt, Tankar för dagen, och 1996 var han sommarpratare i Sveriges Radio. Han har också varit röstskådespelare för den svenska versionen av Tomtar och troll 2009.
Bjerkhagen är hedersledamot av Stockholms nation i Uppsala.